# Pre-IPO
Pre-IPO, предварительное публичное размещение ([пре-ай-пи-о]; от англ. Pre-Initial Public Offering) — один из поздних этапов финансирования частной компании, обычно предшествующий первичному публичному предложению (IPO). Инвестиции в pre-IPO — это покупка акций крупных частных компаний, которые уже занимают большую долю рынка, но способны за один-три года вырасти еще в несколько раз. Иначе говоря, это венчурные инвестиции поздних стадий — с меньшим риском и большей ликвидностью, чем в раннем венчуре.

## Причины роста популярности
Если до «Кризиса доткомов» наибольший приток капитала давало именно размещение на бирже, то в последние годы все больше частных компаний получают достаточное финансирование, вследствие чего их оценка растет еще до выхода на IPO. Например, с ноября 2020 по апрель 2021 года стоимость шведской компании Klarna утроилась и достигла $31 млрд — компании на бирже редко показывают такие результаты. Но и это не предел: китайская компания ByteDance, разработчик сервиса Tik-Tok, до сих пор не вышла на биржу, но стоит уже более $250 млрд.
В последние годы существенно увеличилось количество так называемых «единорогов» — частных молодых компаний с оценкой более $1 млрд.
В то же время, компании дольше остаются частными: в Соединенных Штатах число торгуемых на бирже акционерных обществ уменьшилось на 52% в 2016 году по сравнению с 1996.

## Преимущества перед IPO
Для компании привлечение дополнительного капитала позволяет дольше оставаться частной и, таким образом, «созреть», то есть лучше подготовиться к IPO.
Инвесторы на стадии Pre-IPO вкладываются в частные компании за несколько месяцев или лет до выхода на биржу: они «замораживают» на более долгий срок свои инвестиции, но получают качественные активы. Выход из сделки Pre-IPO происходит после размещения на бирже или продажи компании стратегическому инвестору.
Из-за повышенных рисков покупатели акций на стадии Pre-IPO приобретают их дешевле, чем на IPO. Например: акции DigitalOcean (NYSE: DOCN) за полгода до публичного размещения стоили вдвое дешевле, чем в первый день торгов.

## Преимущества перед ранним венчуром
Другим преимуществом инвестиций в Pre-IPO является снижение риска получить убыток по сравнению с более ранними стадиями финансирования. Инвестиции в стартапы на посевной стадии и венчурных стадиях A, B, С могут принести сотни процентов доходности, но выхода из идеи инвестору придется ждать в среднем 8 лет. Кроме того, эти инвестиции очень рискованны и из-за того требуют широкой диверсификации. Поскольку большинство молодых стартапов не выживает, в портфеле венчурного инвестора должно быть минимум 40 компаний.
Горизонт инвестиций в pre-IPO гораздо короче: ждать выхода из идеи придется 1–3 года вместо 6–10 лет. Вдобавок к этому есть возможность выйти из идеи до IPO, продав бумаги на вторичном рынке. Акции частных компаний на pre-IPO более ликвидны, поскольку уже есть достаточное количество покупателей и продавцов (венчурные фонды ранних стадий, сотрудники с исполненными опционами) и сформированы среднерыночные котировки.

## Риски инвестиций в Pre-IPO
Инвестиции в Pre-IPO относятся к активам с высоким уровнем риска.
- Риск того, что компания отложит IPO на более долгий срок или вовсе его отменит[9].
- Риск неадекватной оценки стоимости акций, поскольку частные компании, в отличие от публичных, не обязаны раскрывать свою финансовую отчетность: данные по выручке, прибыли, убыткам, чистому долгу и пр.
- Риски банкротства эмитента. Этот риск характерен для любого бизнеса, однако компании на этапе pre-IPO обычно являются менее зрелыми, чем публичные компании (именно поэтому у них высокий потенциал роста). Чаще всего Pre-IPO компании еще не генерируют прибыль, поскольку вкладывают всю выручку в развитие.

## Снижение рисков инвестиций в Pre-IPO
Риски инвестиций в Pre-IPO можно уменьшить, если следовать некоторым правилам.
- Выбирать компании с капитализацией выше $1 млрд (так называемые "единороги").
- Обращать внимание на то, какие венчурные фонды вложились в компанию. Когда крупные фонды — такие, как Kleiner Perkins, Sequoia Capital, Andreessen Horowitz, Accel и другие — покупают акции частной компании, это сигнал для розничного инвестора последовать их примеру. Эти фонды проводят детальную оценку компаний перед тем, как купить их в свой портфель. Хороший знак — когда венчурный фонд, раз вложившись в компанию, участвует в следующих раундах финансирования.
- Изучить потенциальный объем рынка и то, какое место компания может на нем занять. Нужно понимать, почему индустрия в целом и эта компания в частности будут расти. Одни из ведущих отраслей сегодня — финтех, облачные вычисления, машинное обучение, электронная коммерция, кибербезопасность, альтернативная энергетика и др.
- Оценить руководство и топ-менеджмент компании: запускали ли они ранее стартапы и насколько успешно, в каких корпорациях и на каких позициях работали.
- Следовать правилу диверсификации: составлять портфель из минимум 5 pre-IPO компаний.

## Появление и развитие рынка Pre-IPO
Долгое время в Pre-IPO участвовали только крупные инвесторы, фонды и другие профильные финансовые организации.
В последние годы рынок акций частных компаний, находящийся Pre-IPO, стал намного более ликвидным. В США появились брокеры, специализирующиеся на торговле такими акциями: The Nasdaq Private Market, SharesPost Inc., Forge Global и другие. Осенью 2020 года в банке JPMorgan заявили о намерении создать подразделение по торговле акциями частных компаний в стадии pre-IPO.
В России и странах СНГ, услуги доступа к инвестициям в частные компании США на стадии pre-IPO предоставляют специализированные финансовые компании.
Так, Raison давала акционерам своего Pre-IPO фонда возможность инвестировать в финтех-компании Klarna и Nerdwallet, производителя аккумуляторов StoreDot, стартапы в сфере кибербезопасности и машинного обучения Rubrik и Scale AI.

Инвестиции в pre-IPO также предлагают Финам и United Traders — через платформу последней можно было инвестировать в такие частные компании как сервис аренды недвижимости Airbnb, платформа онлайн-образования Coursera и производитель искусственного мяса Impossible Foods. О запуске pre-IPO направления заявили БКС и Тинькофф.
В августе 2021 года СМИ сообщили, что торговую секцию Pre-IPO может создать Санкт-Петербургская биржа.
В ноябре 2021 года частный инвестиционный фонд Maximize Capital, предоставляющий возможность инвестирования в pre-IPO частным инвесторам, достиг соглашения о покупке вторичной доли в Patreon. Платформа Patreon предоставляет контент-мейкерам возможность напрямую монетизировать аудиторию. Для частных инвесторов это первая возможность инвестировать в новый рынок креативной экономики. 
В 2022 году активность на рынке Pre-IPO практически остановилась из-за затяжного падения публичных рынков, вслед за которыми падали и оценки частных Pre-IPO компаний. За 1 год многие Pre-IPO компании подешевели в несколько раз.
Весной 2023 года рынок вторичных акций частных стартапов стабилизировался и инвестиционные компании, которые смогли благополучно пережить сильнейшее падение со времен Мирового Финансового Кризиса 2008 года, возобновили свою активность.

Например, компания IPOSharks, которая в 2023-24 годах стала лидером в русскоязычном пространстве по числу закрытых сделок в направлениях Искусственного Интеллекта (AI) и Блокчейн, в такие компании, как Cerebras, Ripple (XRP), Circle (USDC) и SambaNova.
Конвейер выхода технологических частных Pre-IPO гигантов на 2 самые большие биржи мира, NYSE и Nasdaq, был остановлен в январе 2022 года. Однако, на фоне рекордного роста фондовых рынков, снижения ставки рефинансирования ФРС США и сотен частных единорогов, которые уже давно хотят стать публичными, ожидается открытие “окна IPO” в ближайшее время.
Всего на биржах США в 2024г было 225 листингов. Это на 40% больше, чем в 2023г. Но "окно IPO" остается по сей день закрытым. Если из этих 225 компаний оставить только крупные, с текущей капитализацией более $1 млрд, только технологические и биотехи, и убрать те, которые старше 20 лет и не из США, то список сократится всего до 9 имен. Для сравнения, в 2021 году 86 единорогов вышли на биржу.
Но в целом, 2024 год безусловно внушает оптимизм. Все 9 компаний сейчас торгуются на бирже в плюсе от цен IPO, со средним ростом в +93%. Эта цифра вполне сопоставима с доходностями золотых времен 2020-21гг.